# Fan Noli

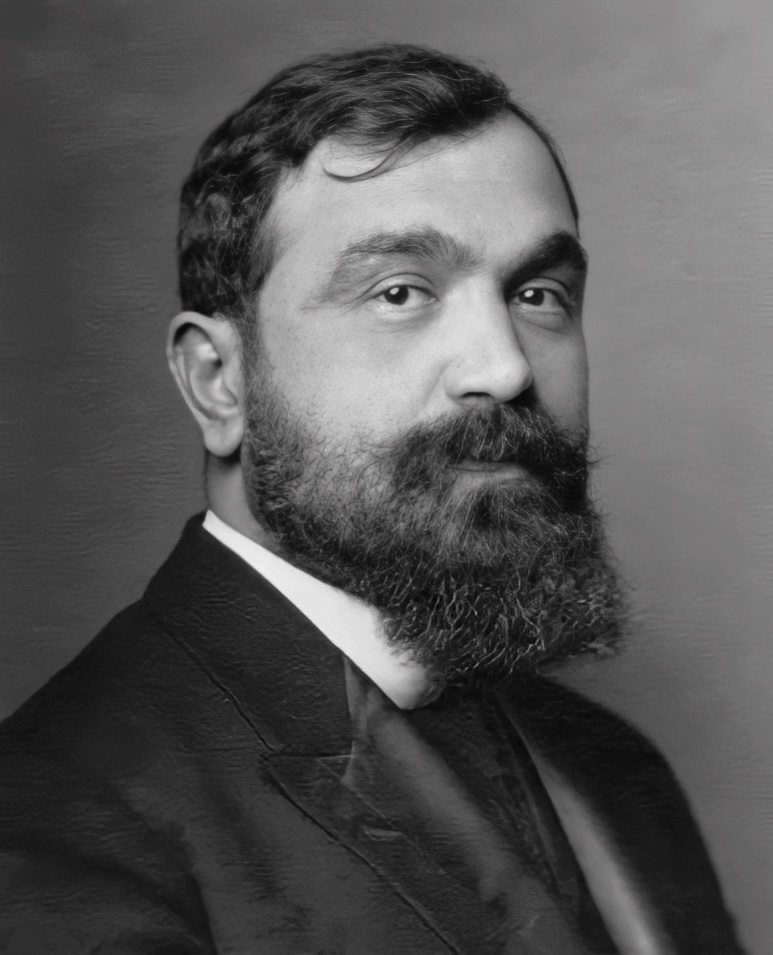
Fan Noli (1924)

Fan Stylian Noli (* 1882 in Ostthrakien, Osmanisches Reich, heute Türkei; † 13. März 1965 in Fort Lauderdale, Florida, Vereinigte Staaten) war ein orthodoxer albanischer Bischof, der sich auch als Schriftsteller, Historiker und Politiker betätigte. 1924 bekleidete er für kurze Zeit das Amt des albanischen Ministerpräsidenten. 1908 hatte er als erster Priester eine Messe in albanischer Sprache abgehalten.

## Leben
Geboren in Ost-Thrakien als Theofanes Stylianos Mavromatis lebte er als junger Mann in der griechischen Hauptstadt Athen und im ägyptischen Alexandria. Er war in seinen jungen Jahren als Hauslehrer, Übersetzer und Schauspieler tätig. Über seine Kontakte zur albanischen Diaspora wurde er früh ein Anhänger der albanischen Nationalbewegung Rilindja. 

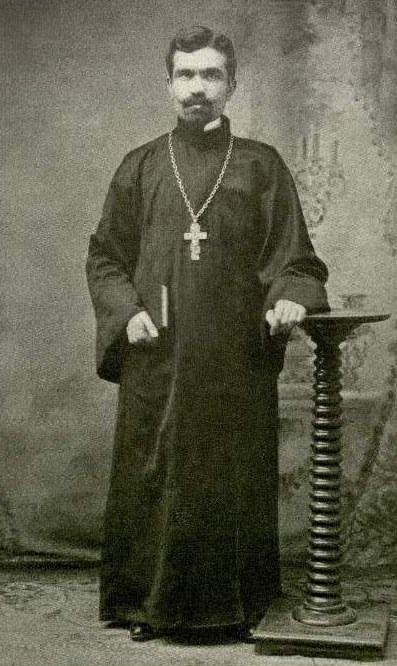
Fan Noli (1908)

1906 ging er in die Vereinigten Staaten nach Boston, um dort die albanische Emigrantengemeinde für die Nationalbewegung zu mobilisieren. Noli arbeitete für verschiedene Zeitschriften und engagierte sich vor allem für die Gründung einer orthodoxen albanischen Kirche in den USA, weil die orthodoxen Albaner sich von der griechischen Kirche, der sie bis dahin angehörten, unterdrückt fühlten. Er wurde am 8. März 1908 vom russischen Bischof in New York City zum Priester geweiht und zelebrierte im selben Jahr am 22. März erstmals die Liturgie in albanischer Sprache. Von 1908 bis 1912 absolvierte Noli ein Studium in Harvard und kehrte dann nach Europa zurück, um auch dort die albanische Unabhängigkeitsbewegung zu unterstützen. 1913 kam er zum ersten Mal in das gerade unabhängig gewordene Albanien. Während des Ersten Weltkriegs hielt er sich wieder in den USA auf, wo er der Vorsitzende des albanischen Vereins Vatra wurde. Damit war er praktisch das Oberhaupt der albanischen Diaspora in Nordamerika. Nach dem Krieg konnte er den amerikanischen Präsidenten Woodrow Wilson dazu bewegen, sich bei den Pariser Friedensverhandlungen für die albanische Unabhängigkeit auszusprechen, die dann auch erreicht werden konnte. Mit der Aufnahme Albaniens in den Völkerbund 1920 war der junge Staat international anerkannt. Auch dieser Erfolg war wesentlich ein Verdienst Nolis.
Im November 1918 wurde Noli noch in den USA zum Archimandriten erhoben. 1923 dann wurde er in Albanien zum Erzbischof gewählt und geweiht. So wurde die eigenständige Hierarchie der im Entstehen begriffenen albanischen orthodoxen Kirche begründet.
1921 kam Noli als Vertreter der liberalen Vatra-Partei ins albanische Parlament, wo er diese Fraktion leitete. Er war kurze Zeit Außenminister unter Ministerpräsident Xhafer Ypi und stand dann in scharfer Opposition zu Ypis Nachfolger Ahmet Zogu, der die konservativen Großgrundbesitzer anführte. Als Zogu, der einen liberalen Politiker hatte ermorden lassen, im Mai 1924 vor dem Volkszorn nach Jugoslawien fliehen musste, war der Weg frei für eine liberale Regierung unter Noli. Im Juni 1924 wurde er Ministerpräsident.

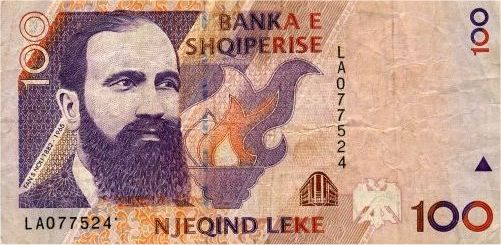
Fan Noli auf der albanischen 100-Lek-Banknote

Sein demokratisches Reformprogramm war in der politischen Elite sehr unbeliebt, und bereits zu Weihnachten 1924 wurde Noli von den Anhängern Zogus gestürzt. Er floh nach Italien und  Österreich, wo er in Wien das „Nationale Revolutionäre Komitee“ (Albanisch: Komiteti Nacional Revolucionar), bekannt als KONARE, gründete. Das Komitee veröffentlichte die Zeitschrift „Nationale Freiheit“ (Albanisch: Liria Kombëtare). Später kehrte Noli in die USA zurück, wo er im Exil ab 1932 eine demokratische Opposition gegen Zogu zu formieren versuchte. Letzterer hatte sich 1928 zum König von Albanien erklärt.
Noli engagierte sich auch von Amerika aus für die Entwicklung der Autokephalen orthodoxen Kirche von Albanien. Insbesondere wirkte er an der Übersetzung der liturgischen Texte ins Albanische mit. Er tat sich aber auch als Übersetzer von Werken der Weltliteratur (z. B. William Shakespeare) in seine Muttersprache hervor. Im Zweiten Weltkrieg hatte er Kontakt zu den albanischen Kommunisten unter Enver Hoxha. Er befürwortete deren Anerkennung als die rechtmäßigen Vertreter Albaniens in der Anti-Hitler-Koalition durch die US-Regierung. Seinen Lebensabend verbrachte Noli in Florida, wo er am 13. März 1965 im Alter von 83 Jahren starb.

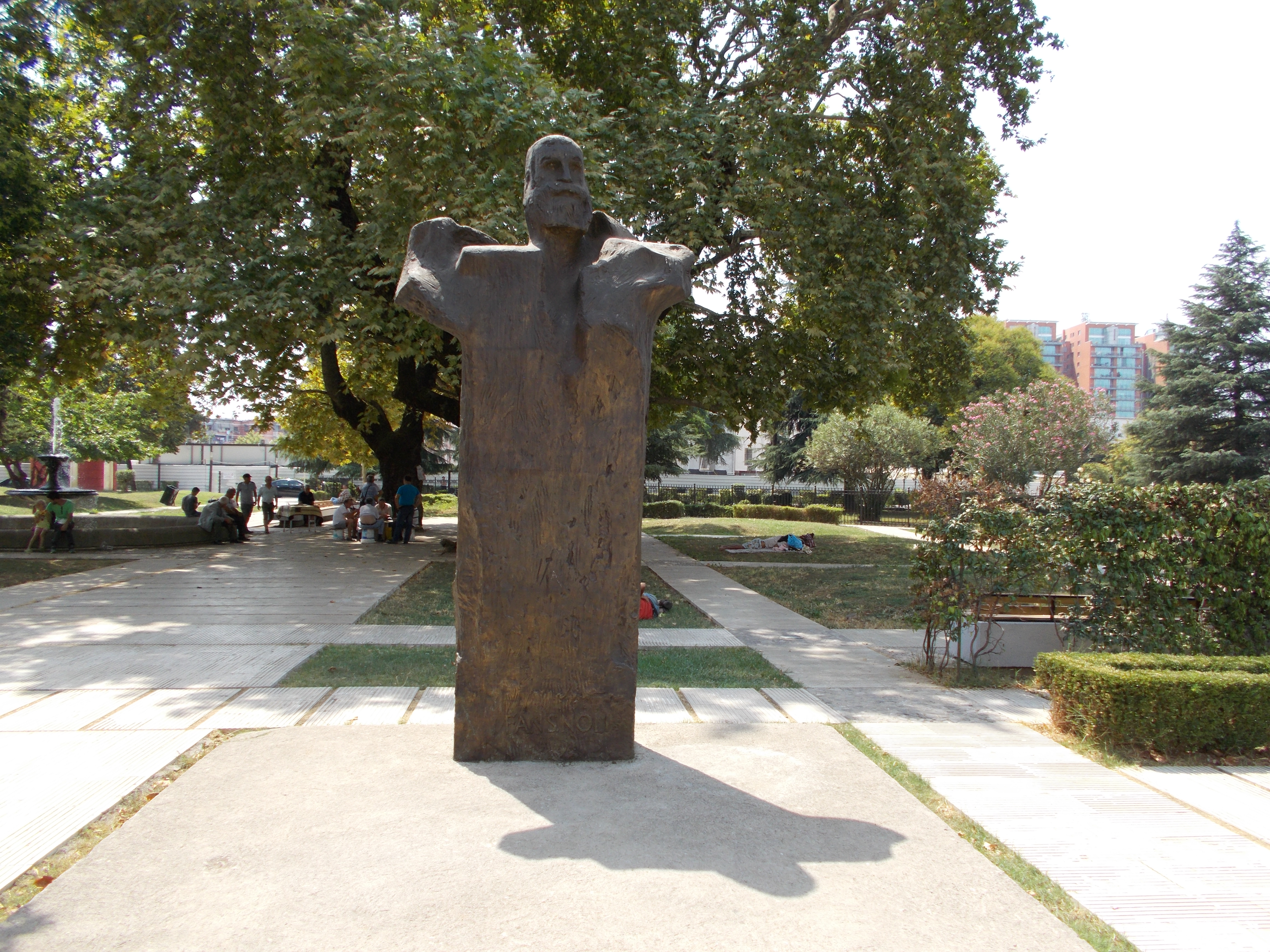
Büste Fan Nolis in Tirana

2011 wurde in seinem türkischen Geburtsort bei İpsala eine Büste als Zeichen der albanisch-türkischen Freundschaft errichtet, und am 6. Januar 2012 zu seinem 130. Geburtstag eingeweiht. Anwesend waren unter anderem der Minister Aldo Bumçi, Recep Gürkan (türkischer Parlamentsabgeordnete der Republikanischen Volkspartei) sowie Enver Duran, Rektor der Universität Thrakien.
In Albaniens Hauptstadt Tirana steht ebenfalls eine Büste Fan Nolis.

## Werke
- Librë e Shërbesave të Shënta të Kishës orthodoxe. Boston 1909.
- Georg Castrioti Scanderbeg (1405-1468), Boston-Universität, 1939, abgerufen am 26. Oktober 2016.
- Beethoven and the French Revolution . New York 1947. (deutsch unter dem Titel: Eroica. Das heftige Leben des Ludwig van Beethoven. Kiel 1990).
- Izraelitë e Filistinë. (Die Israeliten und die Philister – Drama).
- Vepra. E përgatiti për shtyp Ali Rexha. Prishtinë. 1988. (Fan Nolis gesammelte Werke in albanischer Sprache, herausgegeben von Ali Rexha).

Übersetzungen
- Shakespeare, William: Hamleti princ i Danemarkes, e shqiperoj. Bruxelles 1926. (Übersetzung)
- Three liturgies of the Eastern Orthodox Church. Translated by Bishop Fan Stylian Noli. Boston 1955.
- Mesha dhe Katekizma e kishes orthodokse lindore. Shqip edhe Inglisht. Boston 1955
- Byzantine hymnal. Boston 1959.